# Загір'я (Борисовський район, Веселівська сільська рада)
Загір'я (біл. вёска Загор’е) — село в складі Борисовського району Мінської області, Білорусь. Село підпорядковане Веселівській сільській раді, розташоване в північно-східній частині області.